# Pan troglodytes verus
O chimpanzé-ocidental ou chimpanzé-do-oeste-africano  (Pan troglodytes verus) é uma das 4 subespécies de chimpanzé-comum, o animal vivo mais parecido com o homem, junto com o bonobo. Vive principalmente na Costa do Marfim e Guiné, mas também nos países vizinhos.